# Matilda Mark I
 (décembre 2019).
Si vous disposez d'ouvrages ou d'articles de référence ou si vous connaissez des sites web de qualité traitant du thème abordé ici, merci de compléter l'article en donnant les références utiles à sa vérifiabilité et en les liant à la section « Notes et références ».
Pour les articles homonymes, voir Matilda et Mark I.
Pour le deuxième char Matilda, voir Matilda Mark II.
Le  Matilda Mk.I (A11) est un char d'infanterie britannique utilisé entre 1936 et 1940.

## Histoire et développement
Le Matilda est développé à partir de l'expérience de 1917, consistant à utiliser les chars uniquement comme soutien de l'infanterie. D'après le cahier des charges de 1934, il doit être doté d'un blindage pouvant résister aux canons antichars de l'époque et pouvoir évoluer sur des terrains difficilement praticables, pour un coût initial inférieur à 15 000 £, puis de 6 000 £. Mis au point par Vickers-Armstrongs, il s'inspire à la fois du concept des chenillettes britanniques Carden-Loyd et de celui du char français Renault FT. Il possède un équipage de deux hommes et une tourelle unique armée d'une mitrailleuse de 7,7 mm.
Devant pouvoir être produit rapidement, il emprunte de nombreuses pièces à des véhicules civils existants, telles que la transmission du tracteur Fordson et le moteur Ford V8. À sa sortie des chaines de production en 1936, il est déjà considéré comme obsolète, notamment à cause de son armement, peu puissant et compliqué à utiliser, qui lui interdisait les combats entre chars.
Il disposait néanmoins de quelques qualités comme un blindage suffisant et une fiabilité raisonnable.
Il est considéré par certains (Dr Paul Harris) comme un char suffisant pour l'époque au vu de son prix très faible.

## LeCanard
Lors de grandes manœuvres en 1938, le A11 se fait remarquer par le général sir Hugh Elles, pionnier de l'usage des chars d'assaut, pour sa manière de se déplacer sur le champ de bataille. En effet, il trouve qu'il « se dandinait comme un canard » ce qui lui vaut d'être surnommé Matilda, le nom d'un canard vedette d'un dessin animé de l'époque. Après une première commande en avril 1938, la production se poursuit jusqu'en 1940. Lorsque la Seconde Guerre mondiale éclate en septembre 1939, 140 chars sont en service. Les 4e et 7e Bataillons du Royal Tank Corps sont formés de Matilda et arrivent en France avec le BEF. Malgré un armement et une vitesse insuffisante, 60 Matilda Mk.I sont déployés avec 16 Matilda Mk.II, des chars beaucoup plus performants, contre les chars de la 7e Panzerdivision de Rommel durant la bataille d'Arras. Avec des résultats aux combats plutôt surprenants contre les Allemands, il était plutôt utilisé en contre-offensive, où l'un d'eux a failli tuer Erwin Rommel, bien que ce fut son adjoint qui fut touché.
Le Matilda Mk.I est retiré du service en Angleterre peu après. Les Allemands ne jugent pas utile de réutiliser les chars capturés.
Il est remplacé par le Matilda Mk.II.

## Sources
- Chars et véhicules blindés de Robert Jackson
- Les chars d'assaut de la Seconde Guerre mondiale de Jim Winchester